# Flemming Hvidberg
Flemming Friis Hvidberg, född 17 december 1897 i Nykøbing Mors, död 21 februari 1959 i Jerusalem, var en dansk teolog, politiker (Det Konservative Folkeparti) och utbildningsminister 1951-1953.

## Bakgrund
Flemming Hvidberg var son till domaren och tillika stads- och häradsfullmäktige Emil Hvidberg (1869-1938) och Elisabeth Friis (1867-1956). Han tog studentexamen vid Frederiksbergs gymnasium 1915 och en kandidatexamen i teologi vid Köpenhamns universitet 1922. 1922-1924 genomförde han studier utomlands, däribland i Marburg, Oslo, London, Oxford och Cambridge. Han blev prästvigd komminister (da: Kaplan) i Allehelgens socken i Köpenhamn 1924. Vid sidan om prästyrket skrev han sin doktorsavhandling Menigheden af den nye Pagt i Damascus. Nogle Studier over de af Salomo Schechter fundne og under Titlen "Fragments of a Zadokite Work" udgivne Genizafragmenter ("Damascusskriftet"), försvarade denna och avlade doktorsexamen 1928. I detta arbete kommenterade han de omdiskuterade saddukeiska fragmenten som funnits i en synagoga i Kairo 1896. Han blev docent i teologi (Gamla Testamentet) vid Köpenhamns universitet 1929. Han gav ut en religionshistorisk avhandling 1938, Graad og Latter i det gamle Testamente. En Studie i kana'anæiskisraelitisk Religion (engelsk utgåva: Weeping and laughter in the Old Testament, 1962), i vilken han studerade brytningen mellan kananéerna och israeliterna vid invandringen till Kanaan. Han följde upp dessa studier i Det førisraelitiske Kana'an (1942) och Tro og Moral. Den israelitiske Religions Historie (1943), som båda var handböcker i kristendomskunskap och tillsammans gick under titeln Den israelitiske Religions Historie (1943). Han stod också bakom Det Danske Bibelselskabs översättning av Gamla Testamentet, som blev färdigt 1942, och en del artiklar i uppslagsverket Salmonsens leksikon. Han var även författare till Danmarks Kirke under Besættelsen (1945) och medförfattare till Bogen om Christmas Møller, skrevet af hans Venner (De tre Aar) (1948) och Nordisk Demokrati (1949). Han utsågs till extraordinär professor i teologi 1941 och var ordförande för Teologisk Forening (1933-1937), en förening underställd den teologiska fakulteten vid Köpenhamns universitet.
Vid sidan om prästyrket och den akademiska verksamheten arbetade Hvidberg som lärare på Blågårds seminarium (1936-1942) och N. Zahles Skole (1942-1947) samt som kyrklig redaktör på Nationaltidende (1940). Hans artiklar i Nationaltidende var sarkastiskt nedlåtande gentemot den tyska ockupationsmakten. Han innehade även flera styrelseuppdrag. Han var sekreterare (1927-1941) och ordförande (1941) för den ekumeniska organisationen Evangelisk Alliance och representant för Københavns Kirkefond, som främjade byggandet av nya kyrkor i Köpenhamn för att tillgodose den kraftigt växande befolkningen i staden. Inom skolväsendet var han ordförande i det verkställande utskottet för De samarbejdende menighedsbørnehaver (1930-1938), en sammanslutning av daghem med Fröbels pedagogik som inriktning. Han var ordförande för Kristelig Forening til Børneforsorg, en förening på kristen grund som bedrev barnomsorgsverksamhet. Från 1947 till sin död var han ordförande för Folkeligt Oplysningsforbund, som bildades samma år på initiativ av partikamraten Aage Hastrup. Han var ledamot i Nathan Söderblom-sällskapet från 1946. Han var en av grundarna av Dansk-israelsk selskab 1957 och blev dess första ordförande.

## Politisk karriär
Hvidberg blev invald i Folketinget för Det Konservative Folkeparti 1943, men behöll sin professur vid universitetet. Under 1945 års debatt om statsbudgeten lade han fram ett krav om att staten skulle ge forskningen ekonomiskt stöd. Han ansåg att forskningen var en förutsättning för demokrati och ekonomisk framgång samtidigt som det var en god investering för staten, liksom för jordbruket och industrin. Året därpå utsågs han till ledamot i Videnskabskommissionen, som tillsattes med parlamentariskt stöd (bl.a. från Socialdemokratiet och Danmarks Kommunistiske Parti) på hans eget förslag, som skulle utreda just den frågan. Han var sitt partis kyrkopolitiska ordförande och röstade 1947 för att kvinnor skulle kunna bli präster. Han förespråkade också en åtskillnad av stat och kyrka, en linje som hans parti senare lämnade. Socialpolitiskt låg han mer till vänster om partilinjen.
I samband med att Venstre och Det Konservative Folkeparti bildade regering 1953 utsågs Hvidberg till utbildningsminister. Sex dagar efter sitt tillträdande bordlade han sin föregångares cirkulär om avskaffandet av aga i skolan. Han motsatte sig införandet av en enhetsskola och ansåg att det inte var värt att låta alla barn undervisas tillsammans upp till 14 års ålder. Han stod bakom upprättandet av Statens Almindelige Videnskabsfond 1952, utan att vänta in ett betänkande från den kommission han själv tillsatte för att utreda frågan, vilket mötte viss kritik från Socialdemokratiet och Det Radikale Venstre. Förslaget fick dock brett parlamentariskt stöd. Han stod också bakom upprättandet av Ungdommens Uddannelsesfond, föregångaren till dagens Statens Uddannelsesstøtte (SU), som i Sverige motsvarar CSN. Med denna fond ställdes 1,5 miljoner DKK årligen till rådighet för obemedlade unga som sökte utbildning på lärarhögskolor och fackskolor.
Som utbildningsminister var Hvidberg ingen reformivrare och åtnjöt ofta stort stöd från lärarkåren. Han ämnade förbättra de examensfria ”mellanskolorna” och landsbygdsskolorna, vilket dock till stora delar uteblev. I fallet med landsbygdsskolorna gjorde hans återhållsamhet med reformer att han tidvis kom på kant med regeringspartiet Venstre. Som minister undertecknade han även 1953 års grundlagsreform.
Då regeringen avsattes efter valet 1953 återgick Hvidberg till sin professur och fortsatte som ordinarie ledamot i Folketinget. Han blev hedersdoktor vid Uppsala universitet 1953 och var prorektor vid Köpenhamns universitet 1956-1957. Han började studera de nyfunna döda havsrullarna och reste i januari 1959 till Jordanien för att få förstahandskännedom om skrifterna. Han dog en plötslig död i februari samma år då han tillfälligt befann sig i Jerusalem.